# شاپرک‌واران شاخ‌کمانی
شاپرک‌واران شاخ‌کمانی (نام علمی: Gelechoidea) نام یک بالاخانواده از زیرراسته دوروزنه‌ای است.